# Leichtathletik-Europameisterschaften 2014/Diskuswurf der Männer

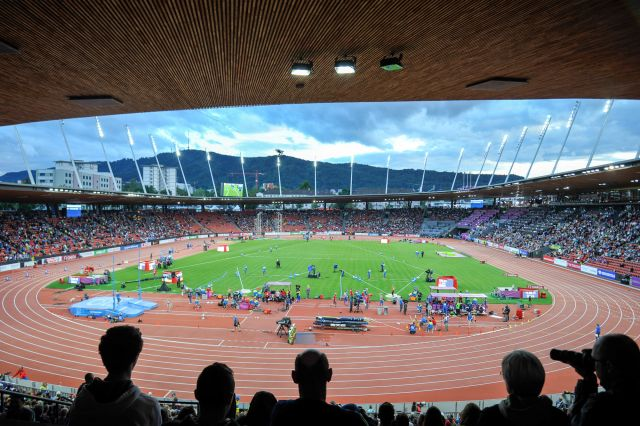
Das Letzigrund-Stadion während der Europameisterschaften 2014

Der Diskuswurf der Männer bei den Leichtathletik-Europameisterschaften 2014 wurde am 12. und 13. August 2014 im Letzigrund-Stadion von Zürich ausgetragen.
Mit dem deutschen Titelverteidiger Robert Harting wurde der dominierende Diskuswerfer dieser Jahre erneut Europameister. Er trat hier an als Olympiasieger (2012), dreifacher Weltmeister (2009/2011/2013), Vizeweltmeister (2007) und Vizeeuropameister (2010).
Silber ging an den Esten Gerd Kanter, der als Olympiasieger von 2008, Olympiadritter von 2012, Weltmeister von 2007, zweifacher Vizeweltmeister (2005/2011), zweifacher WM-Dritter (2009/2013) und zweifacher Vizeeuropameister (2006/2012) ebenfalls eine Vielzahl von Erfolgen aufzuweisen hatte.
Der Pole Robert Urbanek errang die Bronzemedaille.

## Bestehende Rekorde
| Weltrekord           | 74,08 m | Jürgen Schult     | Neubrandenburg DDR (heute Deutschland) | 6. Juni 1986   |
| Europarekord         | 74,08 m | Jürgen Schult     | Neubrandenburg DDR (heute Deutschland) | 6. Juni 1986   |
| Meisterschaftsrekord | 68,87 m | Piotr Małachowski | EM Barcelona, Spanien                  | 1. August 2010 |

Der bestehende EM-Rekord wurde bei diesen Europameisterschaften nicht erreicht. Die größte Weite erzielte der spätere Europameister Robert Harting aus Deutschland in der Qualifikation mit 67,01 m, womit er 1,86 m unter dem Rekord blieb. Zum Welt- und Europarekord fehlten ihm 7,07 m.

## Legende
Kurze Übersicht zur Bedeutung der Symbolik – so üblicherweise auch in sonstigen Veröffentlichungen verwendet:
| NM  | keine Weite (no mark)                 |
| ogV | ohne gültigen Versuch                 |
| DNS | nicht am Start (did not start)        |
| –   | verzichtet                            |
| x   | ungültig                              |
| r   | Wettkampf nicht fortgesetzt (retired) |

## Qualifikation
29 Wettbewerber traten in zwei Gruppen zur Qualifikationsrunde an. Fünf von ihnen (hellblau unterlegt) übertrafen die Qualifikationsweite für den direkten Finaleinzug von 64,00 m. Damit war die Mindestzahl von zwölf Finalteilnehmern nicht erreicht. Das Finalfeld wurde mit den sieben nächstplatzierten Sportlern (hellgrün unterlegt) auf zwölf Werfer aufgefüllt. So mussten schließlich 61,51 m für die Finalteilnahme erbracht werden.

### Gruppe A

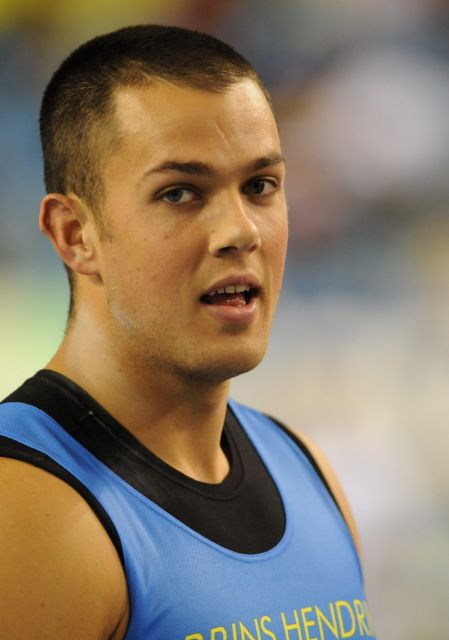
61,18 m und Rang fünf reichten Erik Cadée nicht zum Finale
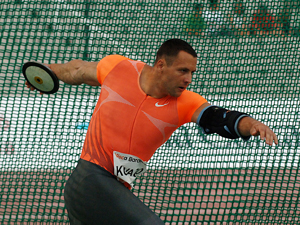
Zoltán Kővágó – ausgeschieden als Sechster mit 61,14 m
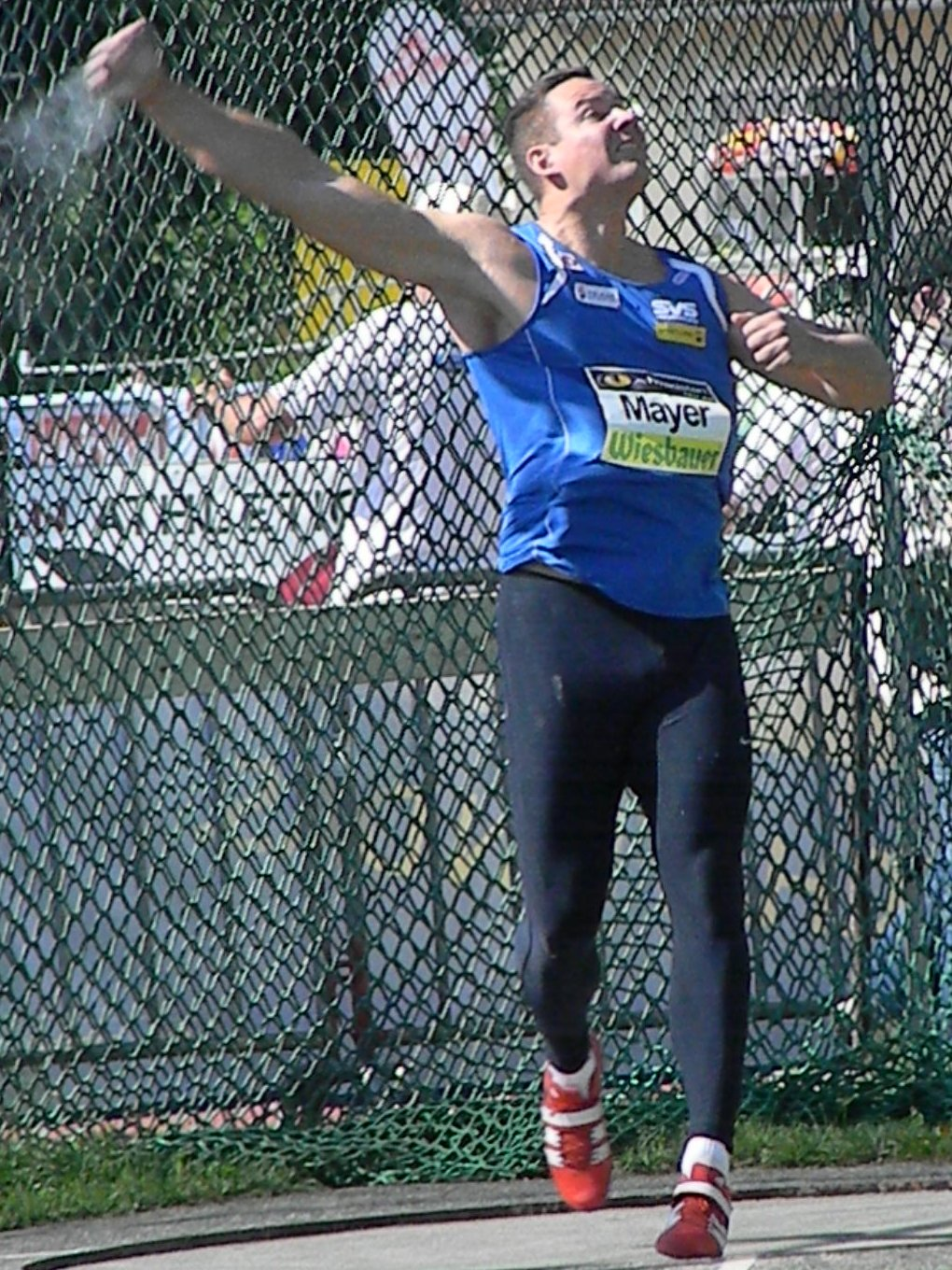
Gerhard Mayer – Rang sieben mit 60,78 m und damit nicht im Finale

12. August 2014, 17:15 Uhr
| Platz | Name               | Nation       | Resultat (m) | 1. Versuch (m) | 2. Versuch (m) | 3. Versuch (m) |
| 1     | Robert Harting     | Deutschland  | 67,01        | 67,01          | –              | –              |
| 2     | Gerd Kanter        | Estland      | 65,79        | 65,79          | –              | –              |
| 3     | Robert Urbanek     | Polen        | 63,91        | 62,77          | 62,69          | 63,91          |
| 4     | Frank Casañas      | Spanien      | 62,32        | 60,45          | 62,08          | 62,32          |
| 5     | Erik Cadée         | Niederlande  | 61,18        | 61,18          | x              | 58,65          |
| 6     | Zoltán Kővágó      | Ungarn       | 61,14        | 59,72          | 61,14          | x              |
| 7     | Gerhard Mayer      | Österreich   | 60,78        | 60,78          | x              | x              |
| 8     | Apostolos Parellis | Zypern       | 60,32        | 59,22          | 57,79          | 60,32          |
| 9     | Danijel Furtula    | Montenegro   | 60,23        | 59,82          | 60,23          | 59,69          |
| 10    | Roland Varga       | Kroatien     | 59,94        | 56,50          | 59,94          | 58,33          |
| 11    | Yeóryios Trémos    | Griechenland | 59,86        | 59,86          | x              | 58,26          |
| 12    | Virgilijus Alekna  | Litauen      | 59,35        | 59,35          | 58,94          | x              |
| 13    | Hannes Kirchler    | Italien      | 59,24        | 58,48          | 57,12          | 59,24          |
| 14    | Daniel Ståhl       | Schweden     | 59,01        | x              | 56,51          | 59,01          |
| 15    | Gleb Sidortschenko | Russland     | 58,41        | 58,41          | x              | x              |

Weitere in Qualifikationsgruppe A ausgeschiedene Diskuswerfer:

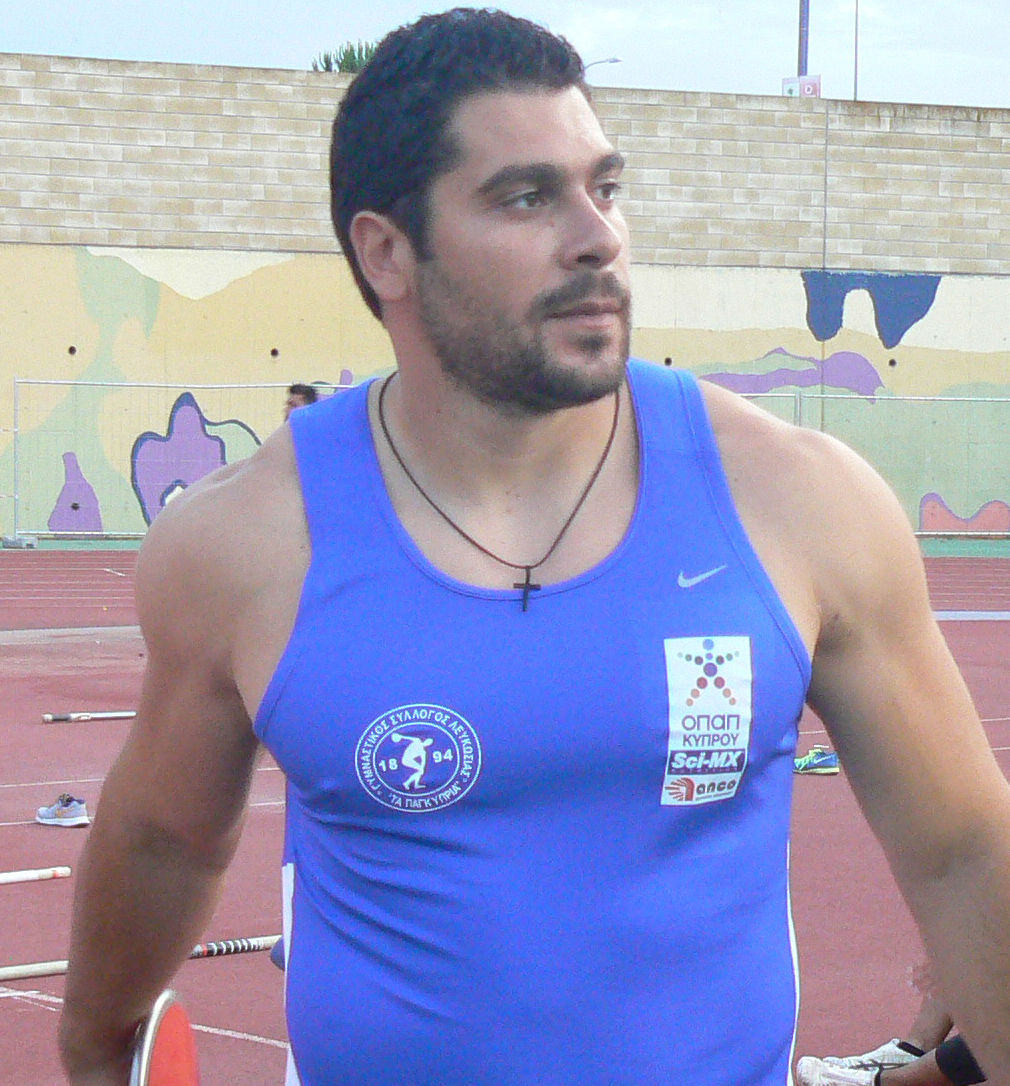
Apostolos Parellis – 60,32 m, Rang acht
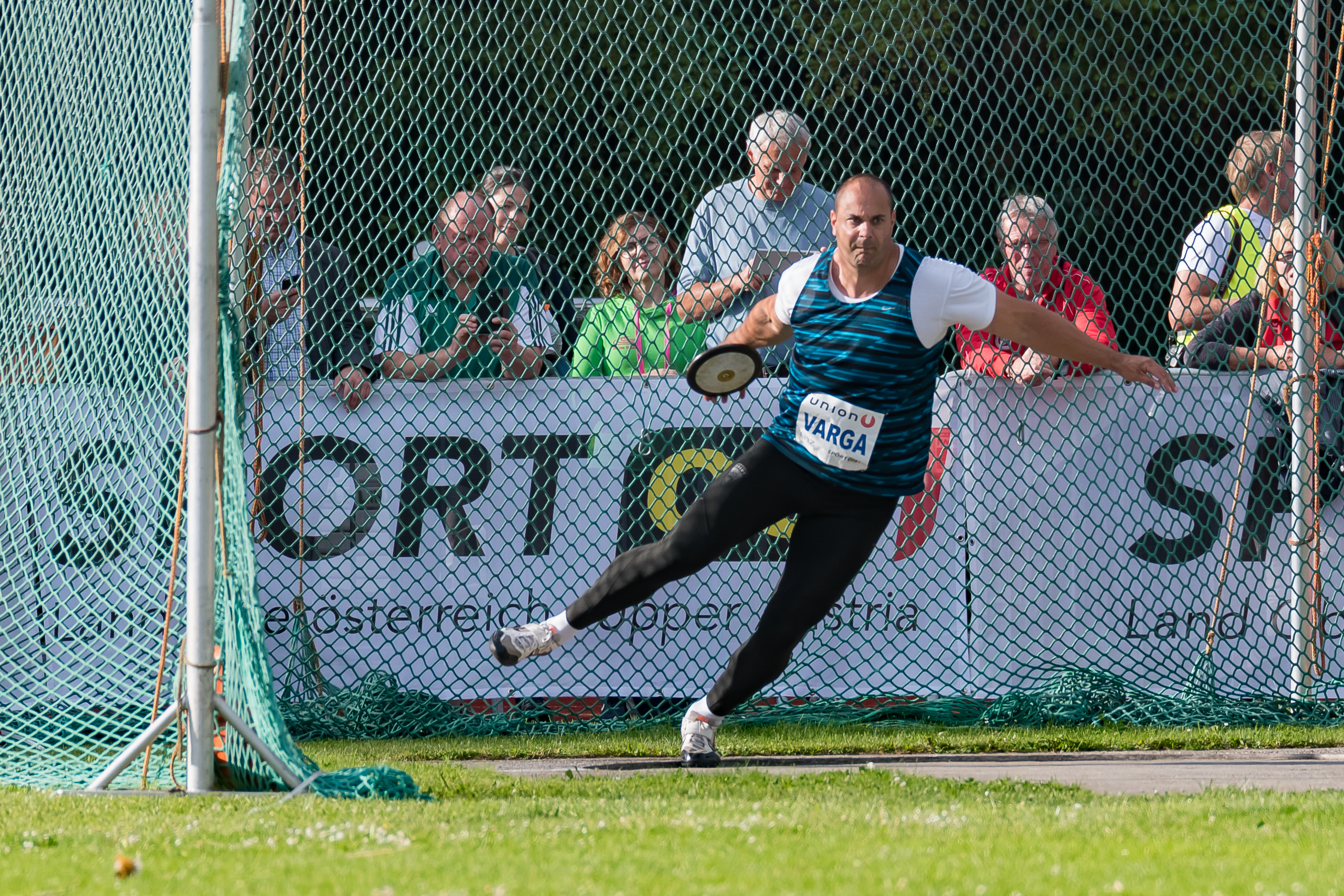
Roland Varga – 59,94 m, Rang zehn
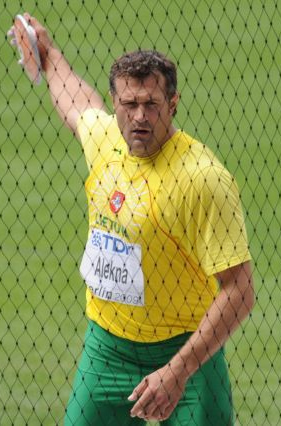
Virgilijus Alekna (u. a. zweifacher Olympiasieger, zweifacher Ex-Weltmeister und Ex-Europameister) – 59,35 m, Rang zwölf
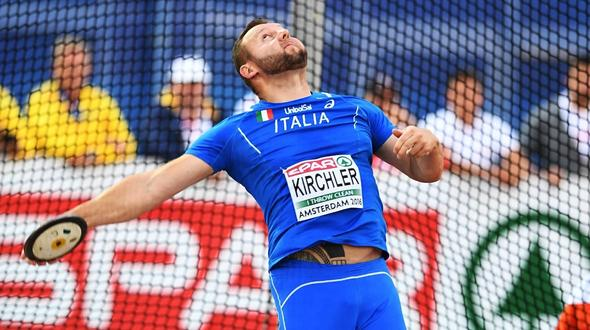
Hannes Kirchler – 59,24 m, Rang dreizehn
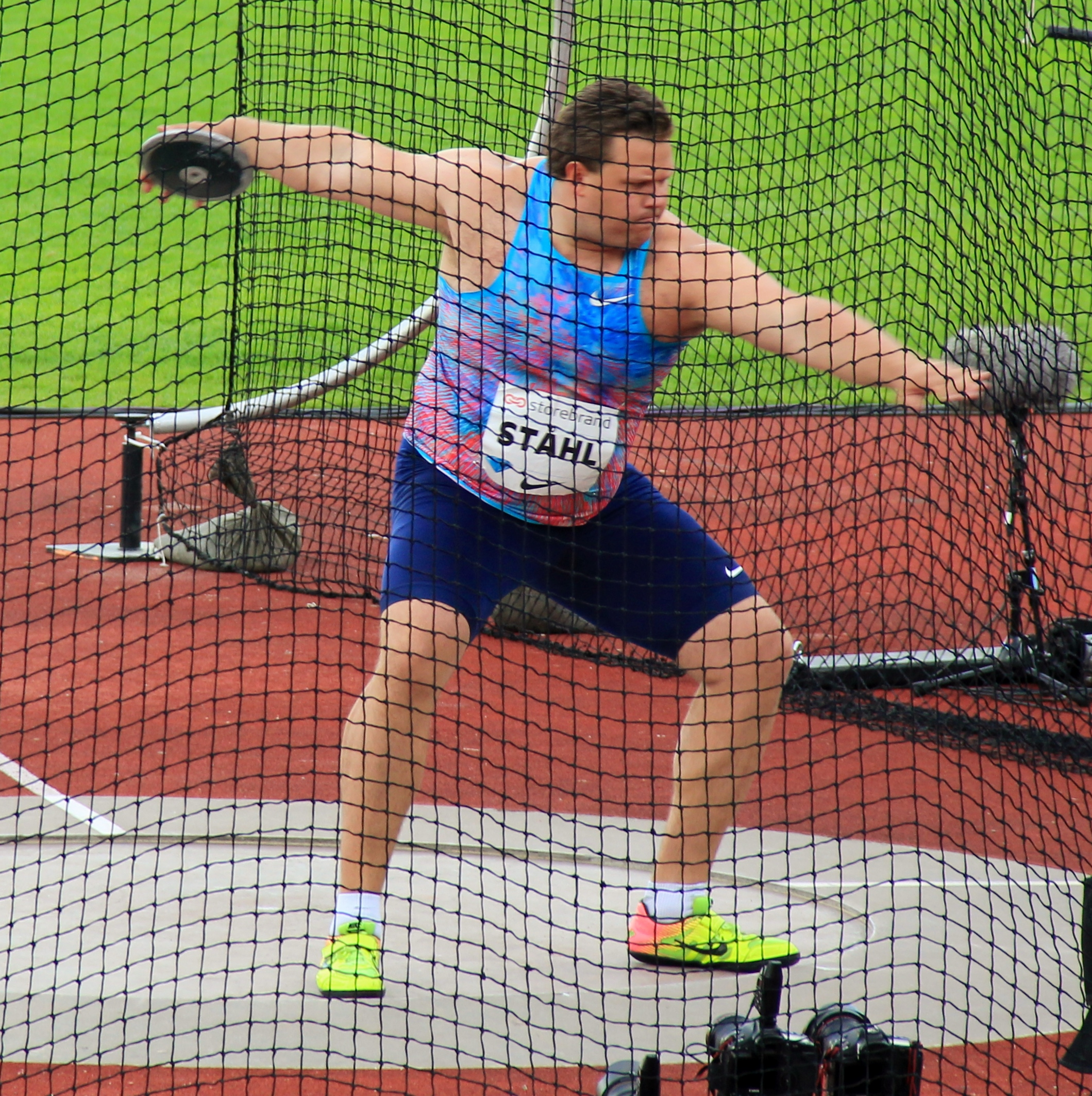
Daniel Ståhl – 59,01 m, Rang vierzehn

### Gruppe B
12. August 2014, 18:45 Uhr
| Platz | Name                 | Nation      | Resultat (m) | 1. Versuch (m) | 2. Versuch (m) | 3. Versuch (m) |
| 1     | Piotr Małachowski    | Polen       | 64,98        | 61,39          | 63,17          | 64,98          |
| 2     | Andrius Gudžius      | Litauen     | 64,44        | 64,44          | –              | –              |
| 3     | Daniel Jasinski      | Deutschland | 64,11        | 64,11          | –              | –              |
| 4     | Martin Wierig        | Deutschland | 63,96        | 63,89          | 63,74          | 63,96          |
| 5     | Wiktor Butenko       | Russland    | 62,96        | 62,96          | x              | x              |
| 6     | Martin Kupper        | Estland     | 62,61        | 60,35          | 62,49          | 62,61          |
| 7     | Mario Pestano        | Spanien     | 62,10        | 59,47          | 61,57          | 62,10          |
| 8     | Axel Härstedt        | Schweden    | 61,51        | x              | x              | 61,51          |
| 9     | Philip Milanov       | Belgien     | 59,85        | 59,85          | x              | 59,77          |
| 10    | Giovanni Faloci      | Italien     | 59,04        | 57,36          | 59,04          | 58,16          |
| 11    | Aleksas Abromavičius | Litauen     | 57,10        | x              | 57,10          | x              |
| NM    | Niklas Arrhenius     | Schweden    | ogV          | x              | x              | x              |
| NM    | Märt Israel          | Estland     | ogV          | x              | r              |                |
| NM    | Róbert Szikszai      | Ungarn      | ogV          | x              | x              | x              |
| DNS   | Oleksij Semenow      | Ukraine     |              |                |                |                |

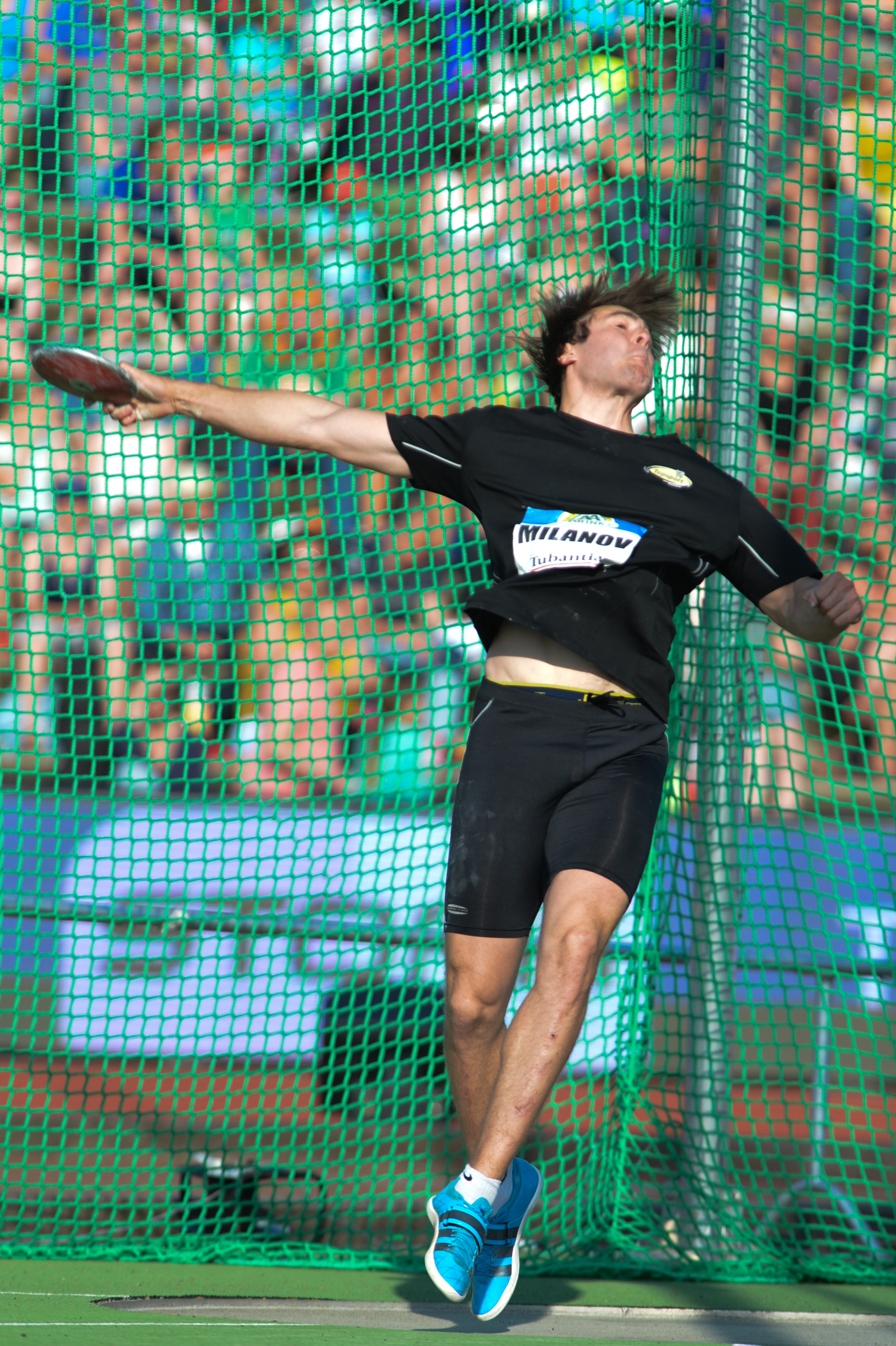
Philip Milanov (2015 Vizeweltmeister) – ausgeschieden als Neunter mit 59,85 m

Weitere in Qualifikationsgruppe B ausgeschiedene Diskuswerfer:

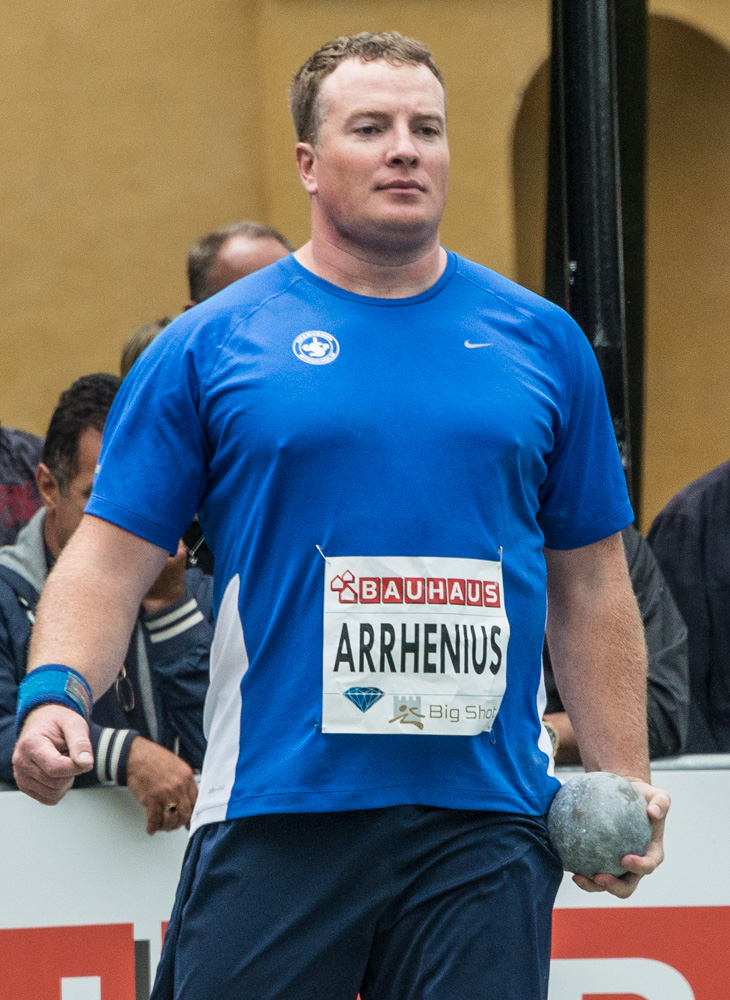
Niklas Arrhenius – ohne gültigen Versuch
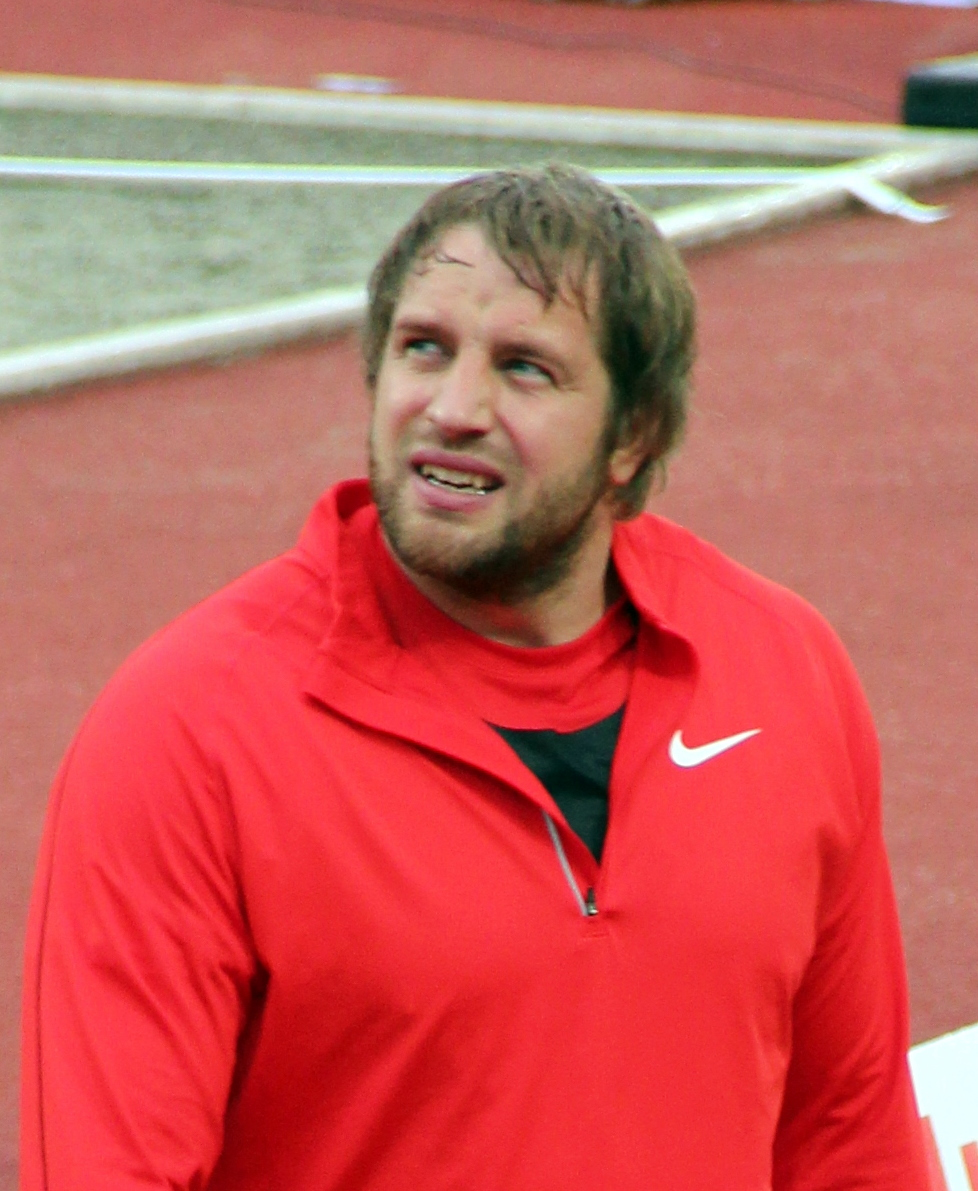
Märt Israel – ohne gültigen Wurf, Aufgabe nach dem ersten Versuch
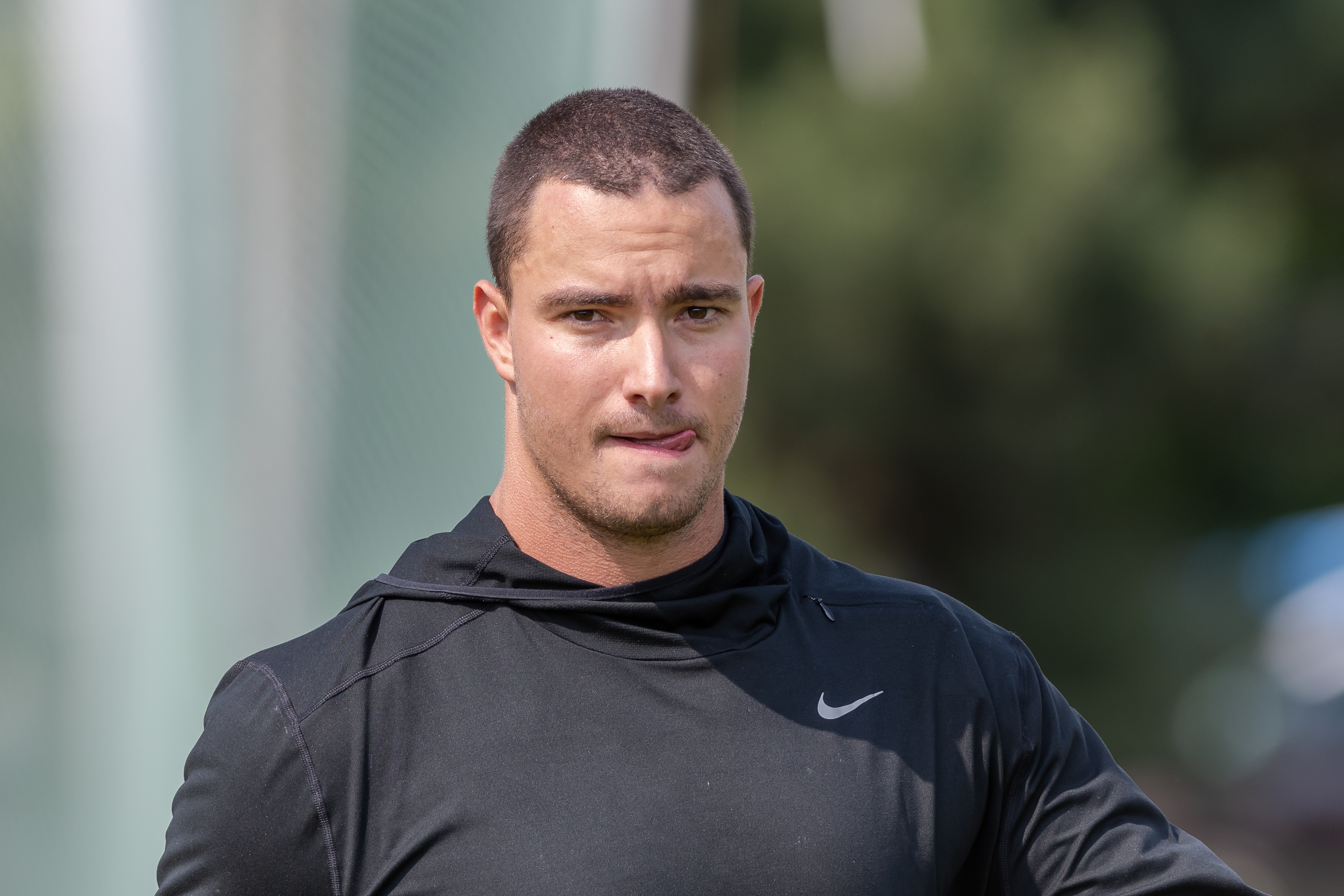
Róbert Szikszai – ohne gültigen Versuch

## Finale
13. August 2014, 20:35 Uhr
| Platz | Name              | Nation      | Resultat (m) | 1. Versuch (m) | 2. Versuch (m) | 3. Versuch (m) | 4. Versuch (m)                         | 5. Versuch (m)                         | 6. Versuch (m)                         |
| 1     | Robert Harting    | Deutschland | 66,07        | 63,94          | x              | 66,07          | –                                      | x                                      | x                                      |
| 2     | Gerd Kanter       | Estland     | 64,75        | 59,58          | x              | 64,75          | 63,31                                  | 62,82                                  | x                                      |
| 3     | Robert Urbanek    | Polen       | 63,81        | 63,67          | 63,81          | 62,10          | 61,55                                  | 62,16                                  | x                                      |
| 4     | Piotr Małachowski | Polen       | 63,54        | 62,01          | 59,96          | x              | x                                      | 63,54                                  | x                                      |
| 5     | Wiktor Butenko    | Russland    | 62,80        | 62,80          | 62,71          | x              | 60,44                                  | 59,31                                  | 59,48                                  |
| 6     | Mario Pestano     | Spanien     | 62,31        | 60,19          | 60,02          | 62,31          | –                                      | –                                      | –                                      |
| 7     | Daniel Jasinski   | Deutschland | 62,04        | 59,34          | 58,65          | 61,49          | x                                      | 62,04                                  | x                                      |
| 8     | Frank Casañas     | Spanien     | 61,47        | 61,47          | 60,94          | 59,44          | 60,98                                  | x                                      | 61,08                                  |
| 9     | Martin Kupper     | Estland     | 60,89        | 59,50          | x              | 60,89          | nicht im Finale der besten acht Werfer | nicht im Finale der besten acht Werfer | nicht im Finale der besten acht Werfer |
| 10    | Andrius Gudžius   | Litauen     | 60,82        | 60,82          | 59,85          | 57,56          | nicht im Finale der besten acht Werfer | nicht im Finale der besten acht Werfer | nicht im Finale der besten acht Werfer |
| 11    | Martin Wierig     | Deutschland | 60,82        | 59,68          | x              | 60,82          | nicht im Finale der besten acht Werfer | nicht im Finale der besten acht Werfer | nicht im Finale der besten acht Werfer |
| 12    | Axel Härstedt     | Schweden    | 60,01        | 60,01          | 59,63          | x              | nicht im Finale der besten acht Werfer | nicht im Finale der besten acht Werfer | nicht im Finale der besten acht Werfer |

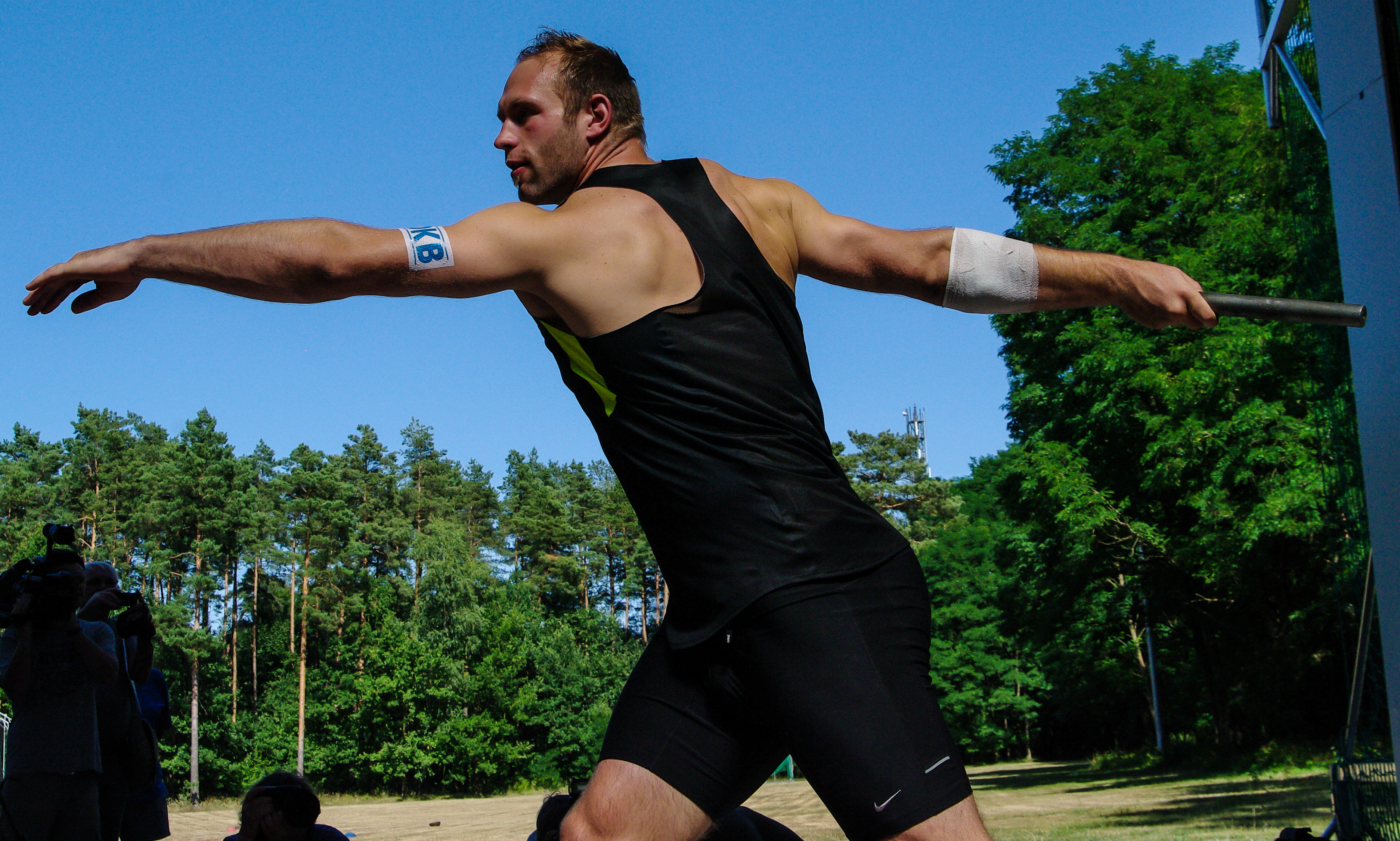
Europameister Robert Harting siegte bei allen Europa- und Weltmeisterschaften sowie Olympischen Spielen seit 2011

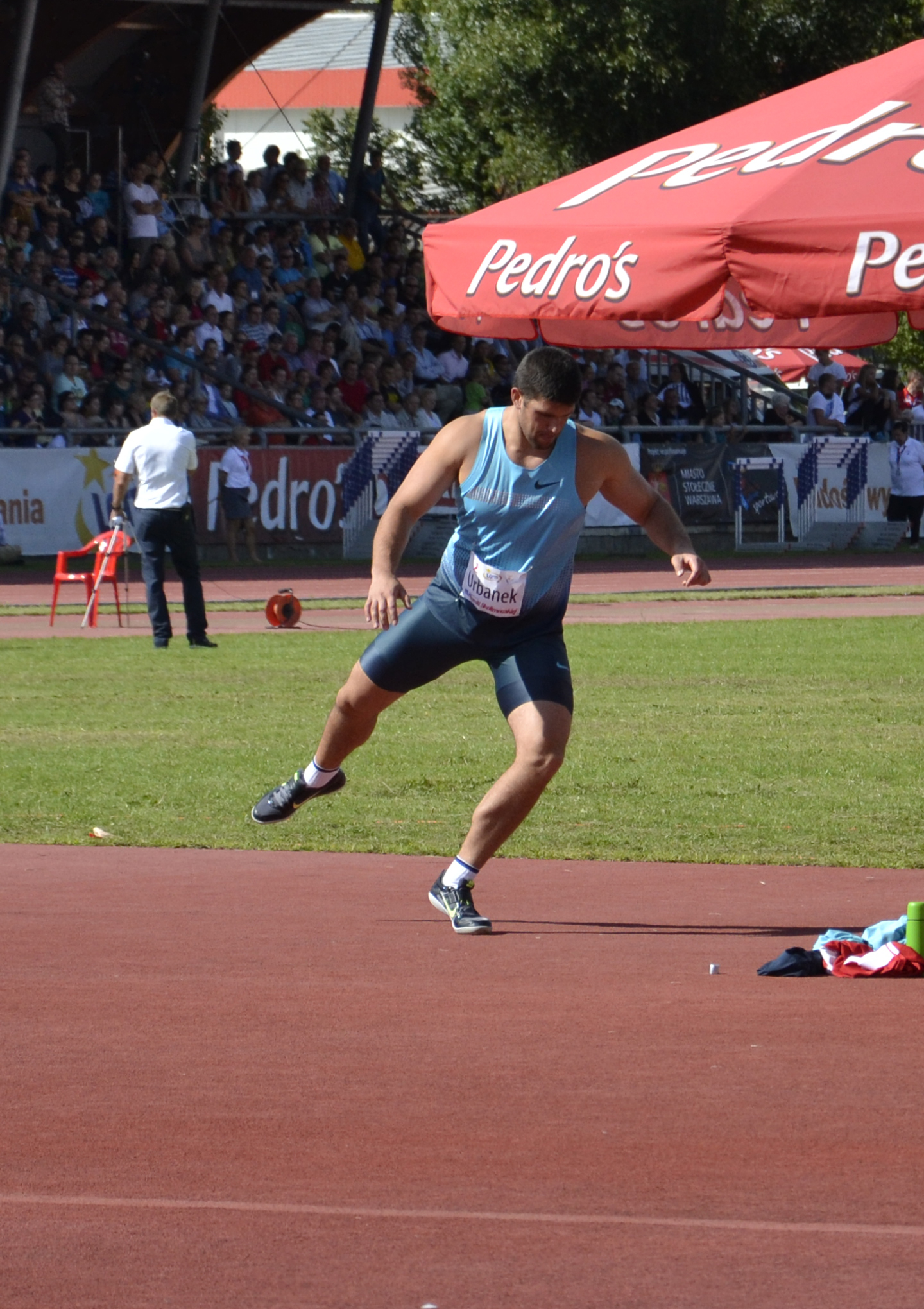
Bronzemedaille für Robert Urbanek – im Jahr darauf errang er auch WM-Bronze
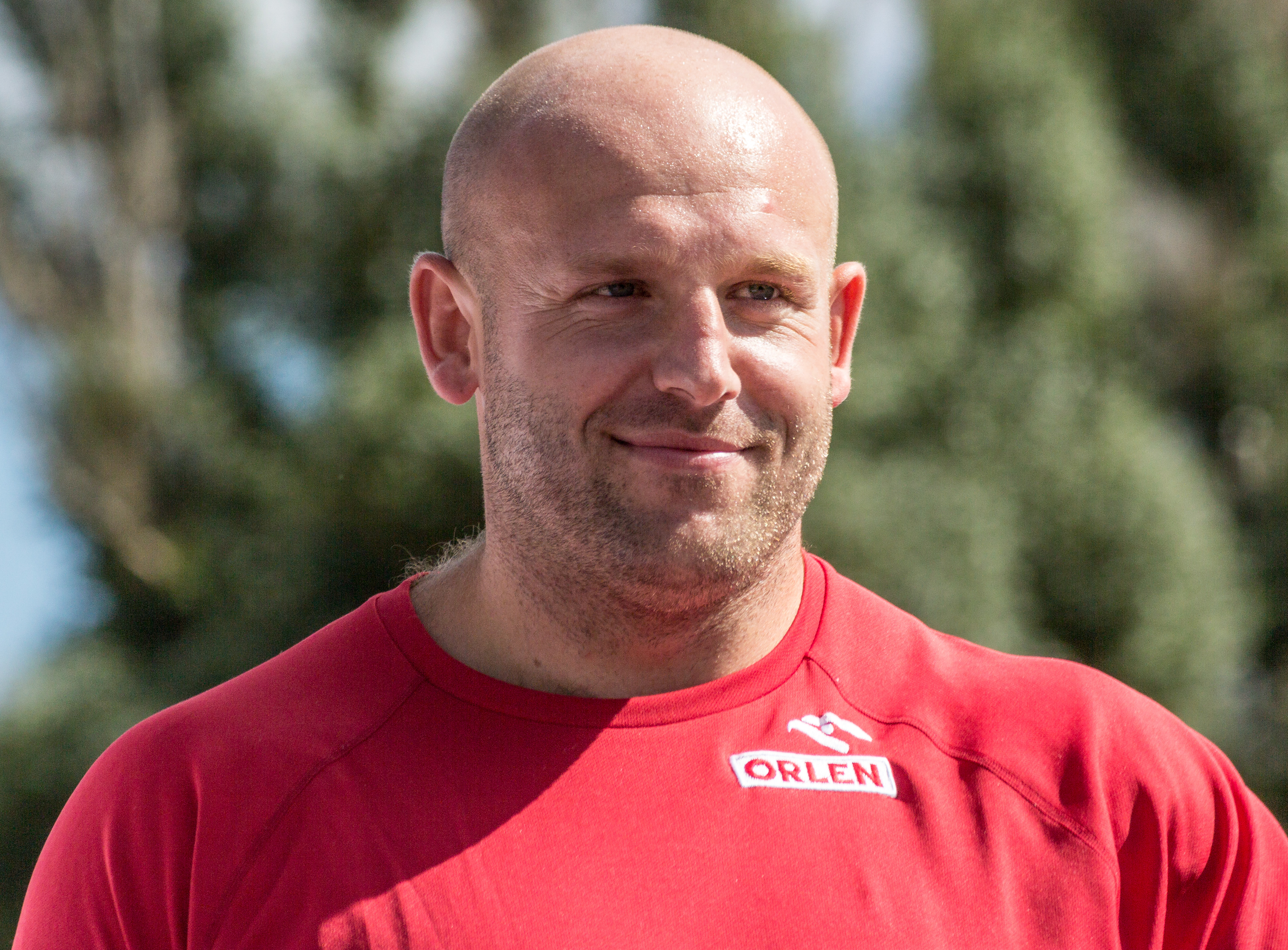
Dem viertplatzierten Europameister von 2010, Olympiazweiten von 2008 und zweifachen Vizeweltmeister (2009/2013) Piotr Małachowski fehlten 27 Zentimeter zu Bronze – für ihn sollten noch weitere Erfolge kommen
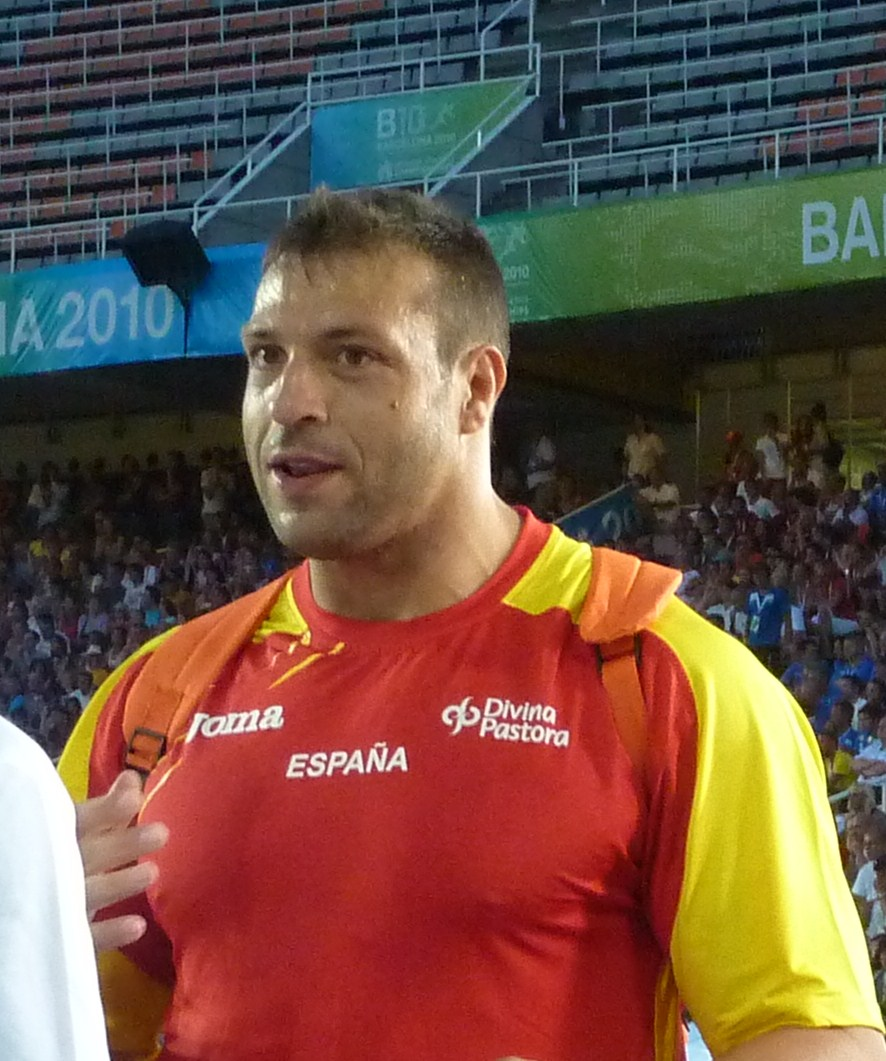
Mario Pestano wurde Sechster
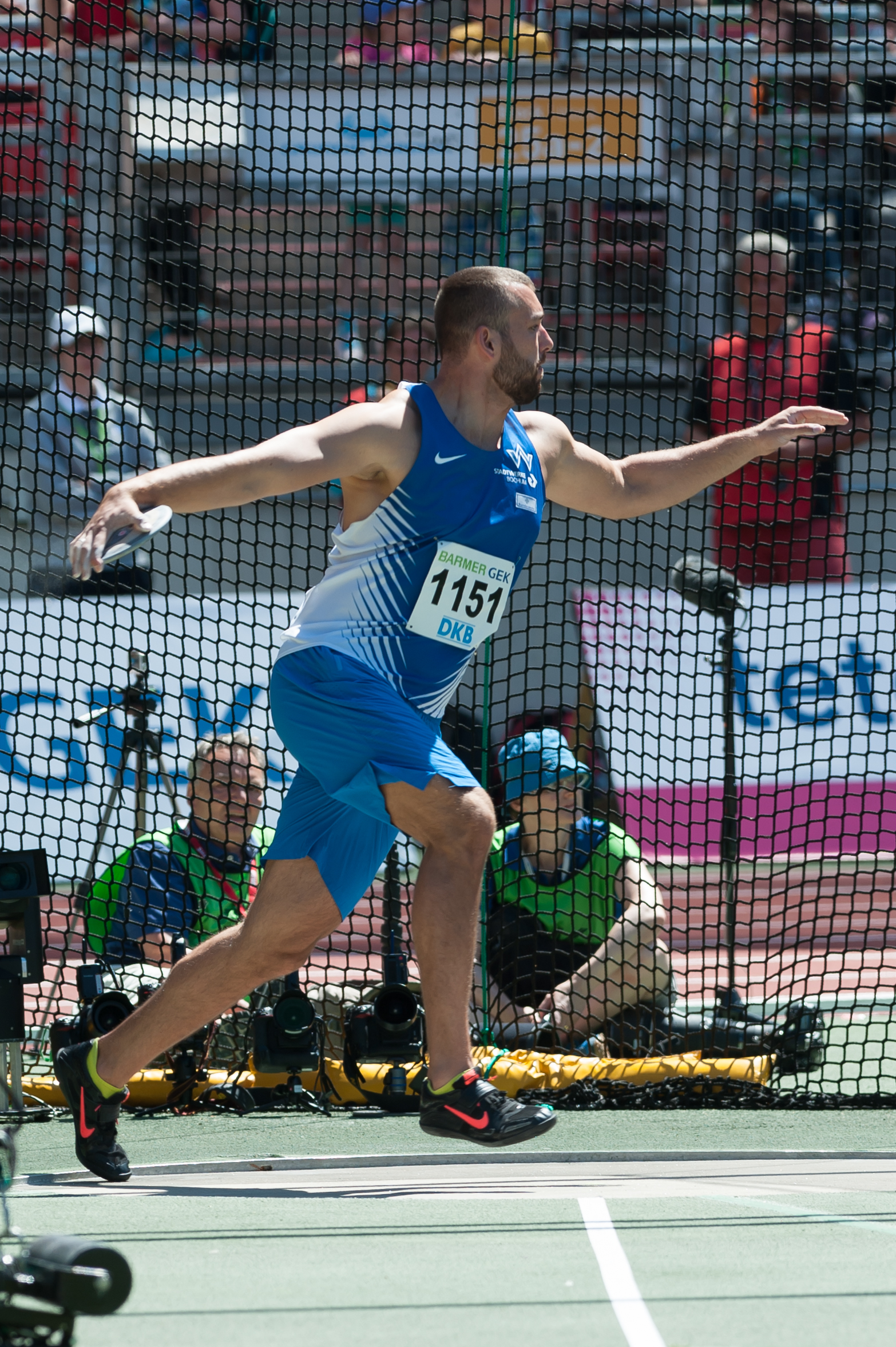
Daniel Jasinski erreichte Platz sieben – 2016 wurde er Olympiadritter

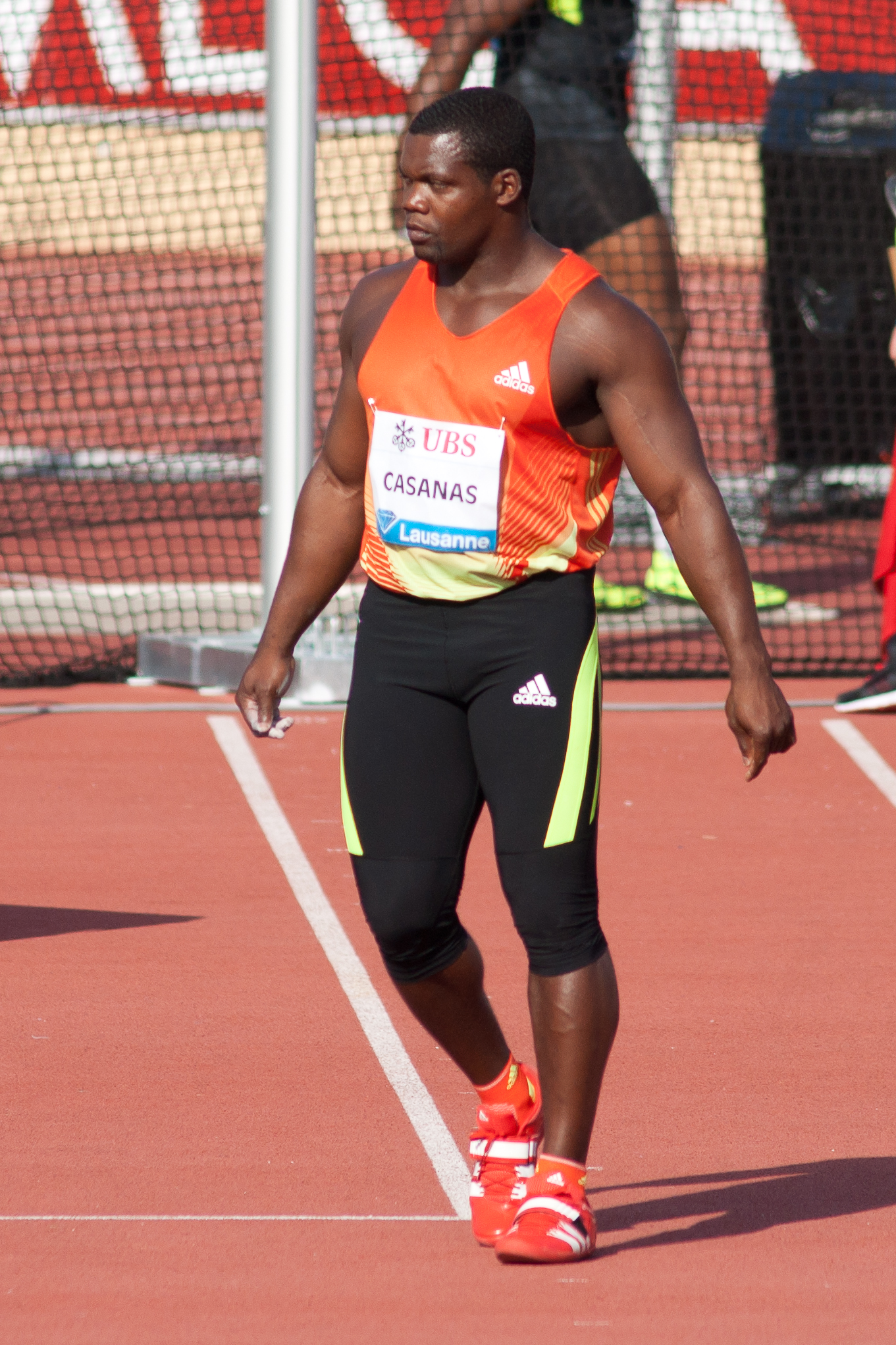
Frank Casañas kam auf den achten Platz
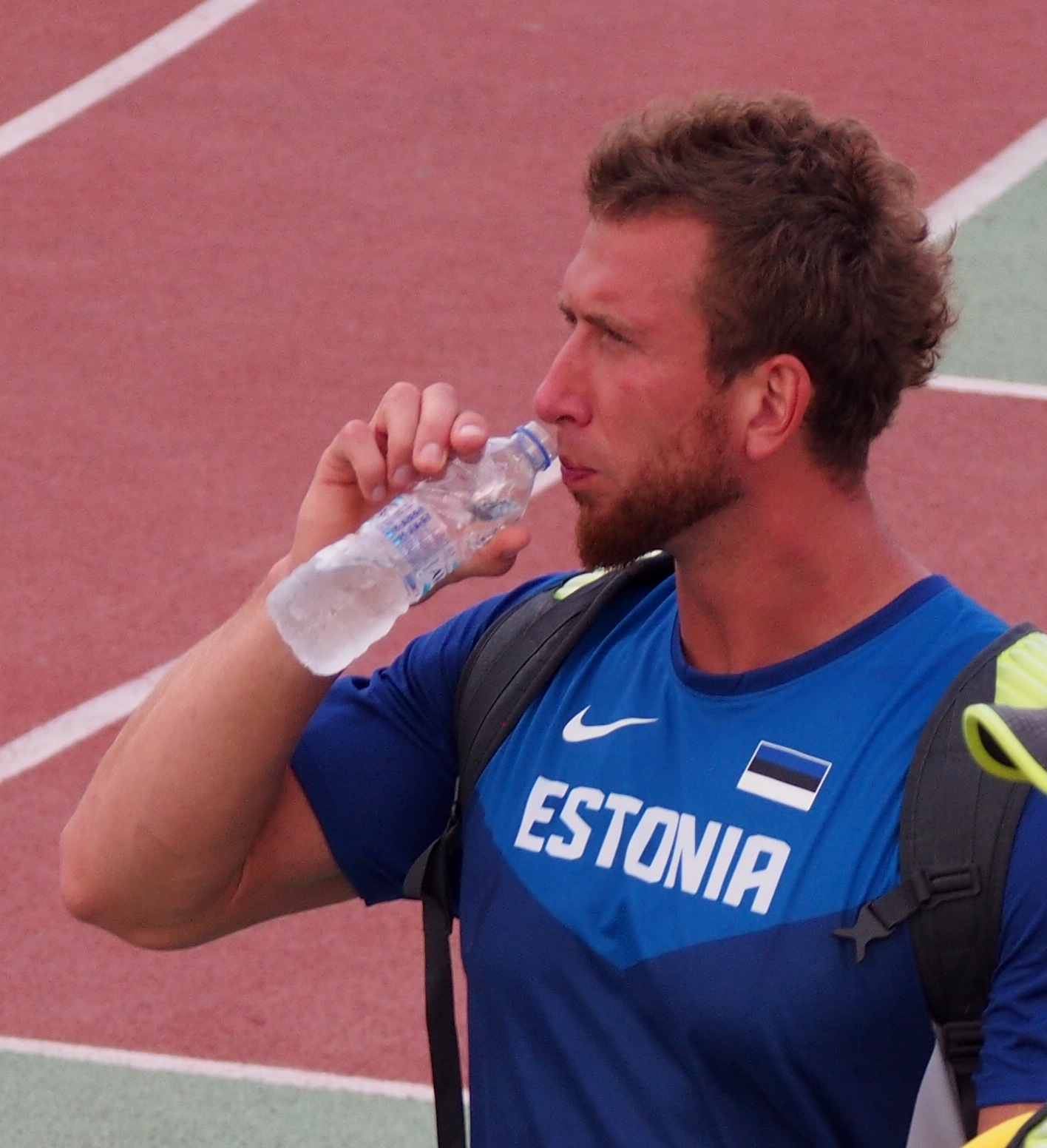
Martin Kupper belegte Rang neun
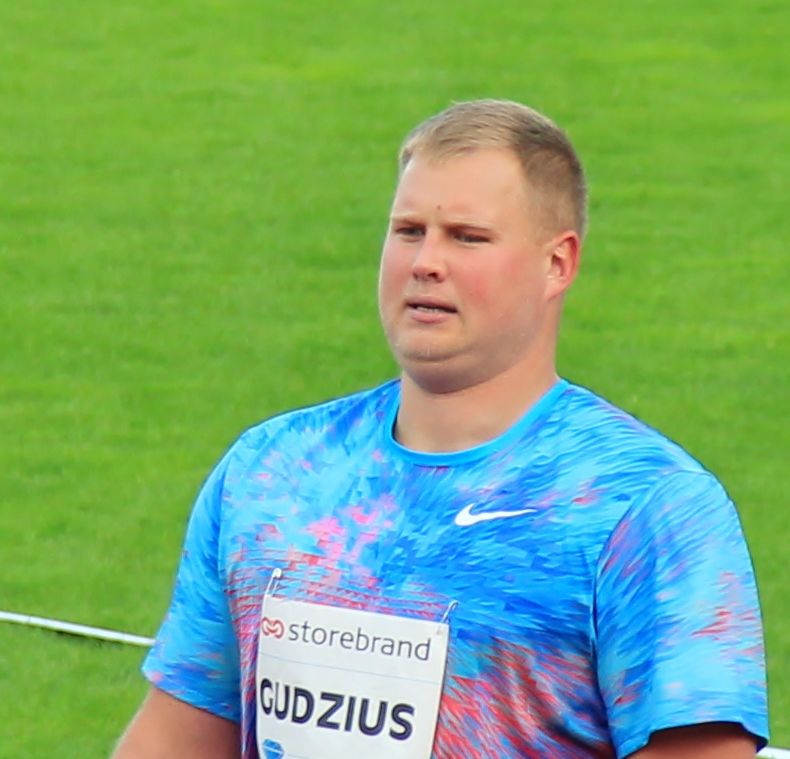
Andrius Gudžius, hier auf Platz zehn – 2017 wurde er Weltmeister und 2018 Europameister
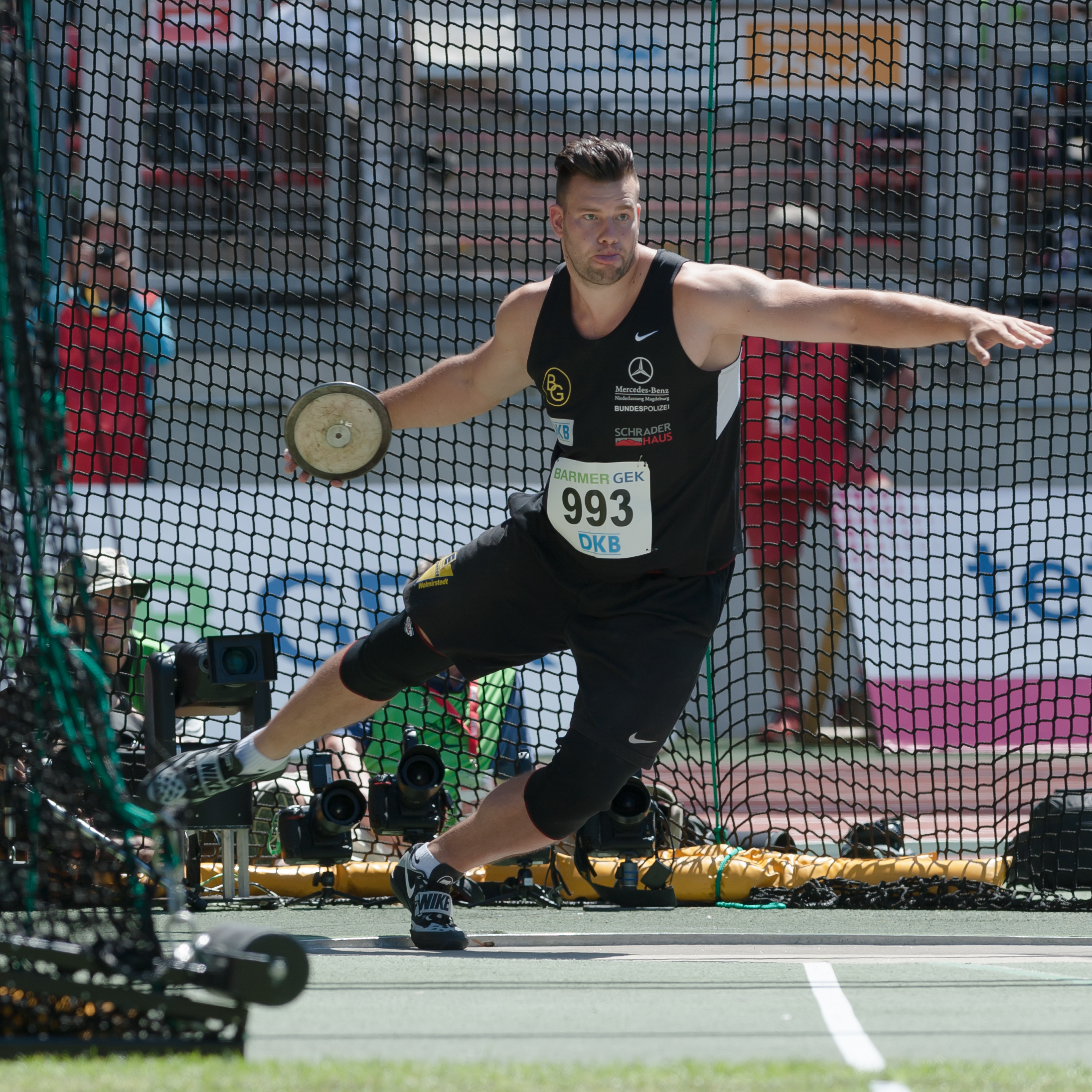
Martin Wierig, 2013 WM-Vierter, kam auf den elften Platz

## Videolinks
- Men´s Discus Throw Final European Championships Zürich, Switzerland 13.8.2014, youtube.com, abgerufen am 13. März 2023
- Men´s Discus Throw Qualification European Championships Zürich, Switzerland 12.8.2014, youtube.com, abgerufen am 13. März 2023